# Torre Martí (Batea)
La Torre Martí és una obra de Batea (Terra Alta) declarada Bé Cultural d'Interès Nacional.

## Descripció
Torre de defensa-Casa forta de planta rectangular. Està situada al límit est del nucli urbà actual. Es conserven en alçat els seus murs de tancament perimetrals, amb reparacions i modificacions posteriors a la seva construcció inicial. La façana principal, a ponent, és feta de grans carreus. En una porta lateral hi ha la data 1445.